# Kanton Montréal (Aude)
Der Kanton Montréal war bis 2015 ein französischer Wahlkreis im Département Aude in der Region Languedoc-Roussillon. Er umfasste neun Gemeinden im Arrondissement Carcassonne; sein Hauptort (frz.: chef-lieu) war Montréal. Bei den landesweiten Änderungen in der Zusammensetzung der Kantone im März 2015 wurden seine Mitgliedsgemeinden dem neuen, erheblich vergrößerten Kanton La Malpère à la Montagne Noire zugeordnet.
Der Kanton war 134,26 km2 groß und hatte 7774 Einwohner (Stand 2012).

## Gemeinden
| Gemeinde                | Einwohner (Stand: 2022) | Code postal | Code Insee |
| ----------------------- | ----------------------- | ----------- | ---------- |
| Alairac                 | 1389                    | 11290       | 11005      |
| Arzens                  | 1196                    | 11290       | 11018      |
| Lavalette               | 1572                    | 11290       | 11199      |
| Montclar                | 177                     | 11250       | 11242      |
| Montréal                | 2116                    | 11290       | 11254      |
| Preixan                 | 637                     | 11250       | 11299      |
| Rouffiac-d’Aude         | 493                     | 11250       | 11325      |
| Roullens                | 581                     | 11290       | 11327      |
| Villeneuve-lès-Montréal | 337                     | 11290       | 11432      |

## Bevölkerungsentwicklung
| 1962 | 1968 | 1975 | 1982 | 1990 | 1999 | 2006 | 2012 |
| ---- | ---- | ---- | ---- | ---- | ---- | ---- | ---- |
| 4270 | 4507 | 4309 | 4849 | 5403 | 5939 | 7010 | 7774 |